# St. Petrus Canisius (Aldingen)

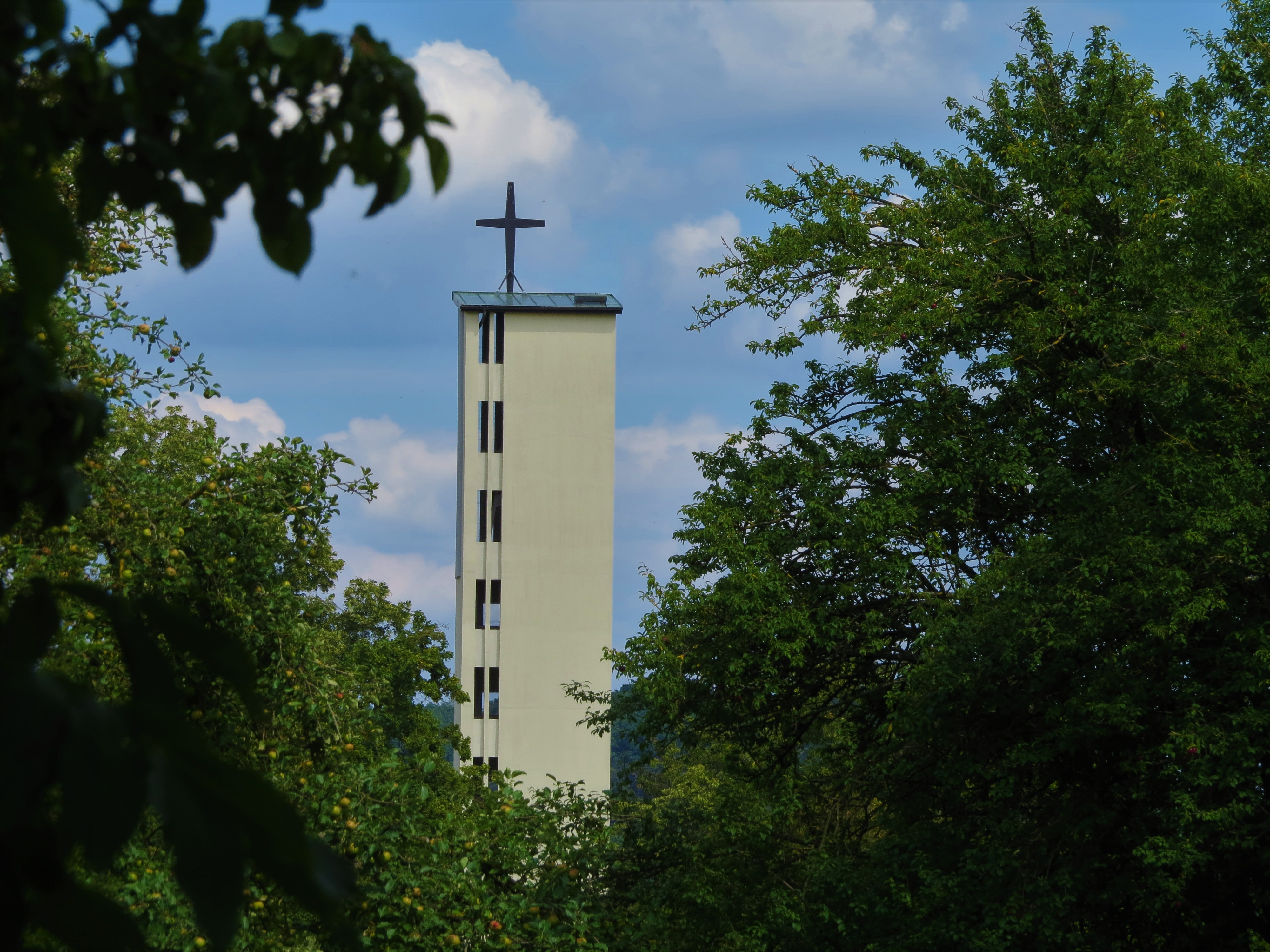
Kirchturm St. Petrus Canisius – Blick von Westen durch die Streuobstwiesen

St. Petrus Canisius ist die römisch-katholische Kirche von Aldingen, einem Stadtteil von Remseck am Neckar im Landkreis Ludwigsburg in Baden-Württemberg. Sie gehört zur Seelsorgeeinheit Remseck mit LB-Poppenweiler und damit zum Dekanat Ludwigsburg in der Diözese Rottenburg-Stuttgart. Die Kirche steht unter dem Patrozinium des Jesuiten und Kirchenlehrers Petrus Canisius.

## Geschichte
Nach Einführung der Reformation in Aldingen im Jahr 1568 diente die ursprünglich katholische Margaretenkirche in Aldingen für etwa 80 Jahre als Simultaneum. Nach Aussterben des katholischen Zweigs der Aldinger Ortsherrenfamilie wurde allerdings kein katholischer Messpriester mehr eingestellt und die ohnehin kleine Zahl der Katholiken ging weiter stark zurück, so dass es bereits im 18. Jahrhundert keine Katholiken mehr in Aldingen gab. Erst nach dem Zweiten Weltkrieg kam es wieder zum verstärkten Zuzug einer katholischen Bevölkerung, so dass eine neue katholische Kirchengemeinde gegründet wurde. In den 1960er Jahren wurde schließlich die heutige St.-Petrus-Canisius-Kirche nach Plänen des Stuttgarter Architekten Rudolf Buck am Aldinger Ortsrand erbaut. Baubeginn war im Oktober 1963, etwa ein Jahr nach Beginn des Zweiten Vatikanischen Konzils. Am 1. Mai 1966 wurde die Kirche vom Bischof von Rottenburg Carl Joseph Leiprecht in Anknüpfung an das Zweite Vatikanische Konzil auf den Titel des heiligen Petrus Canisius geweiht.

## Beschreibung

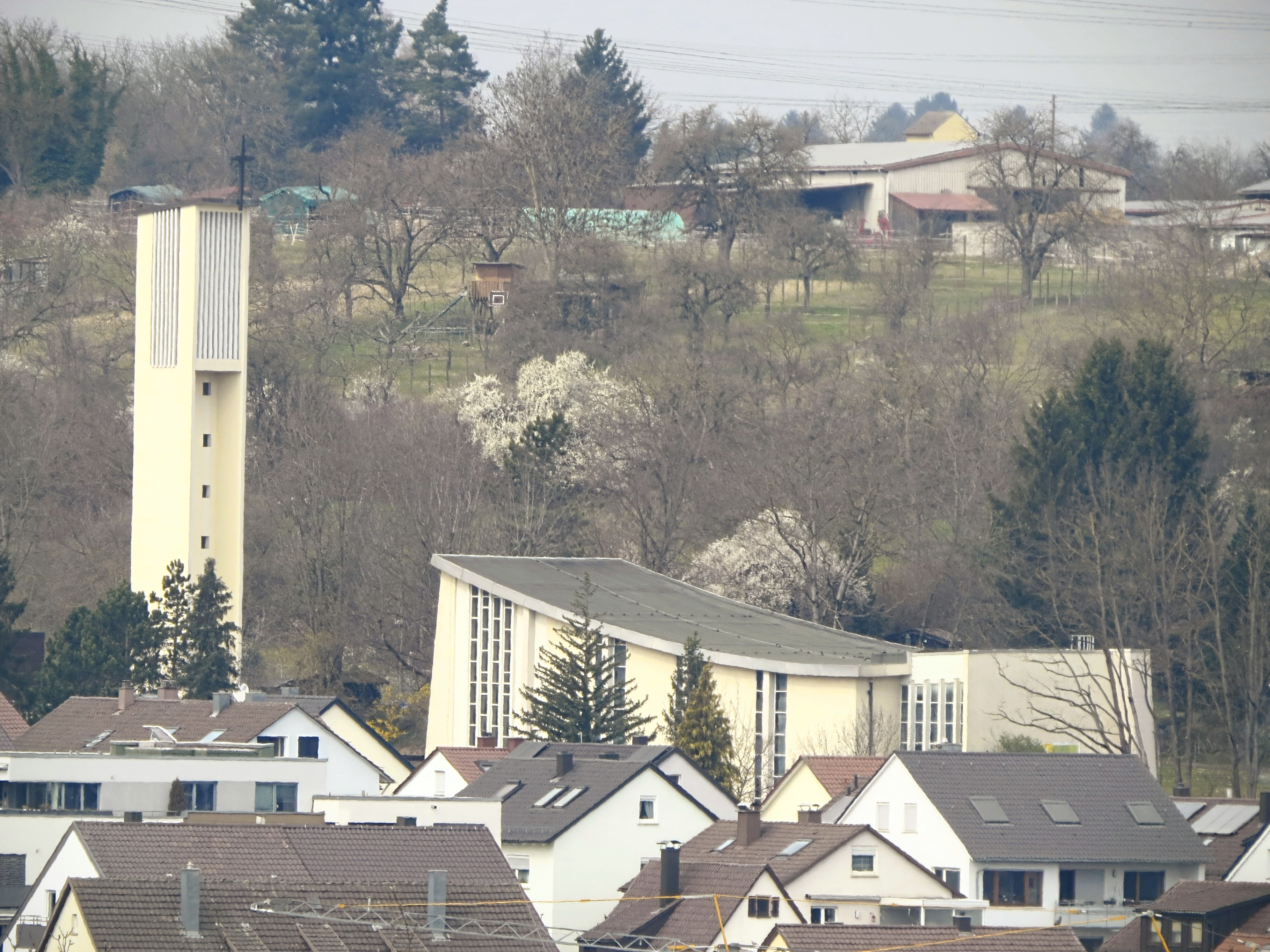
St. Petrus Canisius von der gegenüberliegenden Seite des Neckartals betrachtet

Das Kirchenschiff ist ein schlichter Betonbau mit geschwungenem Dach. An der zur Straße gewandten Südseite besitzt er mehrere Reihen hoher Glasfenster.
Neben der eigentlichen Kirche beherbergt der Gebäudekomplex das Gemeindezentrum, bestehend aus dem katholischen Kindergarten St. Martin, dem Pfarrbüro sowie dem Pfarrhaus. Markantestes Element der Anlage ist der freistehende Beton-Turm. Er verfügt über ein Geläut mit Platz für fünf Glocken, besitzt aber nur drei Glocken, die aus der Glockengießerei A. Bachert in Heilbronn stammen. Dies sind die Ave-Glocke (Schlagton h’), die Auferstehungsglocke (Schlagton cis’’) und die Heimatvertriebenenglocke (Schlagton e’’). Die drei Glocken ergeben das Gloria-Motiv.